# Nelli Schmithals
Nelli Schmithals (* 23. Juni 1880 in Kreuznach; † 12. Juni 1975 in Bad Kreuznach) war eine deutsche Fotografin.

## Leben
Schmithals hatte bereits lange vor dem Ersten Weltkrieg, zuerst als Hobby, später als Beruf, mit dem Fotografieren begonnen. Ihre hohen Ansprüche wurden deutlich, als sie ihren Briefkopf mit „Photographische Arbeiten zu wissenschaftlichen und Kunstzwecken“ beschriftete und Hilfe bei den verschiedenen Arbeiten (Aufnahme, Entwicklung, Retouchierung, …) mit der Begründung „die machen es mir nicht gut genug“ ablehnte.
Gegen Ende des Ersten Weltkriegs fotografierte Schmithals Wilhelm II., Ludendorff und Hindenburg, die ihr Hauptquartier in Bad Kreuznach einrichteten, die Stadt aber auf Grund der Hochwasserkatastrophe schon bald wieder gen Spa verließen.
Eine erste echte Würdigung ihrer Arbeit erfuhr sie nach dem Krieg, als die Franzosen im Dezember 1918 in Bad Kreuznach einmarschierten und dort als Besatzer nahezu 12 Jahre blieben. Deutschen Fotografen war es in dieser Zeit verboten, ohne Genehmigung in der Stadt zu fotografieren. Schmithals bemühte sich daraufhin, vom Stadtkommandanten die entsprechende Genehmigung zu erhalten, wurde aber vom Ordonnanzoffizier abgewiesen. Als jedoch Oberst Phillippe das Zimmer betrat und ihre Bilder von der Hochwasserkatastrophe betrachtete, machte er Schmithals das Kompliment: „Madame, vous êtes une artiste“ (zu deutsch: Madame, ihr seid eine Künstlerin). Daraufhin erhielt sie für die restliche Besatzungszeit das Recht, ihrem Beruf wieder nachzugehen.
Nelli Schmithals gelang es immer wieder, die Fachwelt mit ihren außergewöhnlichen Fotografien zu überraschen. Sie führte Arbeiten aus, die bereits viele ihrer Kollegen als zu schwierig oder unmöglich abgelehnt hatten. Noch heute ist es erstaunlich, wie sie im Bad Kreuznacher Krankenhaus mit ihrer unhandlichen Ausrüstung Fotografien von Operationen anfertigen konnte. Schmithals war auch im archäologischen Bereich tätig, sie fertigte beispielsweise Aufnahmen von neuen Museumsfunden an und reproduzierte Steinzeichnungen.
Im letzten Kriegsjahr des Zweiten Weltkriegs wurde ihre gesamte Ausrüstung gestohlen bzw. zerstört. Da dies jedoch nicht als Kriegsschaden anerkannt wurde, konnte sie auf Grund ihrer finanziellen Lage keine neue Ausrüstung beschaffen und somit ihrem Beruf nicht mehr nachgehen.
Nelli Schmithals starb am 12. Juni 1975, annähernd 95-jährig, in Bad Kreuznach. Nach ihrem Tod wurde eine Straße in ihrer Heimatstadt nach ihr benannt.

## Werke
- Nelli Schmithals, Albert Rosenkranz: Die evangelische Gemeinde Kreuznach in Bild und Geschichte. Scheffel, Bad Kreuznach 1926. (Digitalisat des Landesbibliothekszentrum Rheinland-Pfalz Koblenz)

| Personendaten    | Personendaten       |
| ---------------- | ------------------- |
| NAME             | Schmithals, Nelli   |
| KURZBESCHREIBUNG | deutsche Fotografin |
| GEBURTSDATUM     | 23. Juni 1880       |
| GEBURTSORT       | Kreuznach           |
| STERBEDATUM      | 12. Juni 1975       |
| STERBEORT        | Bad Kreuznach       |